# Villanova (insediamento medievale)
Le villenove o villefranche erano nuovi centri abitati sorti durante il Medioevo in particolar modo tra il XII e il XIV secolo in Italia, Francia, Germania e nella penisola Iberica. Il fenomeno assunse caratteristiche particolari nell'Italia centro-settentrionale, caratterizzata dai comuni cittadini.
Questi nuovi insediamenti non nacquero spontaneamente, ma furono sempre la conseguenza dell'iniziativa dei signori territoriali o, nella maggior parte dei casi italiani, dei comuni cittadini che procedevano alla fondazione di villenove per estendere il loro controllo sul territorio e per incrementare le loro entrate. Nella maggior parte dei casi il motivo principale che stava alla base della nuova fondazione era di natura politica, ma potevano intervenire anche motivi di natura militare o economica legati al controllo del territorio. Non sempre le  nuove fondazioni ebbero successo. Nel corso del Medioevo ci furono casi fallimentari che si possono ascrivere a più ragioni tra le quali: scarso impegno e progettazione da parte delle istituzioni; mancanza di coesione tra gli abitanti della nuova comunità. Il fondatore del nuovo insediamento invogliava, o a volte obbligava, i contadini a stabilirsi nei nuovi insediamenti garantendo loro una tassazione meno pesante o addirittura l'esenzione dalle imposte per un certo periodo di tempo.
Nonostante non si possano produrre modelli unici per queste nuove fondazioni, gli archeologi hanno riscontrato alcune caratteristiche ricorrenti in questi nuovi insediamenti. Sono abitati pianificati, spesso modellati sulla città madre, con una urbanistica a pianta ortogonale e generalmente sono difesi da una cinta muraria; il tessuto interno, alquanto regolare, presenta una piazza centrale, attorno alla quale si sviluppano gli edifici principali (come il palazzo del comune e la chiesa) e le case, costruite a schiera e in lotti prestabiliti al momento della progettazione. 
Questi borghi erano composti normalmente da non più di 200 abitazioni e molti di essi scomparvero con la crisi agraria del XIV secolo.
Toponimi equivalenti in altre lingue sono: villeneuve (francese), vilanova (portoghese), villanueva (spagnolo), Freistadt, Freiburg/Friburgo, Fristrup, Freyburg (tedesco).